# 5674 Wolff
Wolff (1986 RW2) è un asteroide della fascia principale. È stato scoperto il 6 settembre 1986 da Edward Bowell a Flagstaff.
Wolff presenta un'orbita caratterizzata da un semiasse maggiore pari a 2,3582307 UA e da un'eccentricità di 0,1660613, inclinata di 1,70641° rispetto all'eclittica.